# 53-as villamos (Budapest)
A budapesti 53-as jelzésű villamos a Határ út és a Marx tér között közlekedett. A járatot megszűnése előtt a Fővárosi Villamosvasút üzemeltette.

## Története
Az 53-as jelzést először a Keleti pályaudvar – Rákóczi út – Kiskörút – Deák Ferenc tér – Nyugati pályaudvar útvonalon közlekedő villamosnak adták. 1915-től a Kőbányai kocsiszíntől indult, majd a Kőbányai úton és a Kerepesi temető mellett haladt, majd a Rákóczi útra kanyarodva érte el az Erzsébet hidat, amin áthaladva a budai rakparton az óbudai Fő térig közlekedett. 1919. augusztus 15-én megszűnt, majd 1921. január 1-jén újraindult megszűnése előtti vonalán. 1924. június 1-jétől a Keleti pályaudvar és a Vörösvári úti forgalmi telep között közlekedett. 1928-tól budai végállomása a Pálffy tér, majd 1930-tól a Török utca lett. 1932. július 18-ától pesti végállomása az Orczy tér lett. 1933-ban útvonala módosult: változatlanul közlekedett az Orczy tér – Rákóczi út – Erzsébet híd – budai rakpart szakaszon, de onnan nem a Török utcához, hanem a Henger utcán és a Margit hídon át a Berlini (ma Nyugati) tér (Sólyom utca) végállomásig közlekedett. 1937. július 15-étől nem haladt át a Margit hídon, ehelyett a budai Zsigmond térig járt, viszont október 25-én a Margit hídi HÉV-végállomásig rövidült. Ekkor 53A jelzéssel ún. „miniszteri vonat” járt, feltehetően hivatalnok utasokkal. Az 53-as vonalát még 1937. december 13-án az óbudai Fő térig hosszabbították, de az 1939-es menetrendben már a Flórián tér szerepel óbudai végállomásként. 1942. december 13-án az 53-as villamos megszűnt.
1944. augusztus 28-án újraindult a Közvágóhíd – Orczy út – Kőbányai út – Maglódi út – Sibrik Miklós út útvonalon, munkanapokon a reggeli (5:00–8:00) és a délutáni (16:00–19:00) csúcsidőben. A járat novemberben megszűnt.
1946. április 15-én a 35-ös villamos ellenkező irányú járataként jelent meg a Móricz Zsigmond körtér – Bartók Béla út – Szent Gellért rakpart – Krisztina körút – Széll Kálmán tér – Mártírok útja – Bem utca – Mónus Illés rakpart – Szent Gellért rakpart – Bartók Béla út – Móricz Zsigmond körtér útvonalon közlekedett. A Szabadság híd átadásával (1946. augusztus 20.) a 35-össel együtt megszűnt.
1947. március 2-án a Széll Kálmán tér – Krisztina körút – Szent Gellért tér – Kiskörút – Bajcsy-Zsilinszky út – Nyugati pályaudvar útvonalon közlekedő új villamosjárat kapta az 53-as jelzést. 1948. augusztus 1-jén, a Margit híd átadásával megszűnt.
1950. január 11-én újraindult a Nagyvárad tér – Üllői út – Kálvin tér – Kiskörút – Nyugati pályaudvar – Nagykörút – Margit híd útvonalon, majd onnan a Nagyszombat utcai végállomásig közlekedett. Szeptember 7-étől útvonala a Marx térig rövidült. 1953. november 18-ától az FVV rendelete szerint „az 53-as villamosok egy része, mielőtt a saját útvonalára menne, a Tóth Árpád utcai 43-as végállomást és a Kispesti Ady Endre utcát tehermentesíti”. 1954. február 10-étől a 43A villamos megszűnésével az 53-as villamos hat szerelvénye reggel egy-egy fordulót teljesített ettől kezdve a Tóth Árpád utcáig haladva.
A forradalom után 1957. január 16-án indult újra, de déli végállomása a Határ út lett. Korábbi útvonalán 53A jelzéssel közlekedett villamos. 1963. szeptember 26-án az 52A villamos vonalát a Marx térig hosszabbították, ezért az 53-as és az 53A villamos megszűnt.